# علیرضا افشار
علیرضا افشار (زادهٔ ۱۳۳۰ مشهد) سرتیپ سپاه پاسداران انقلاب اسلامی است، که هم‌اکنون به‌عنوان رئیس اندیشکده جنگ نرم دانشگاه و پژوهشگاه عالی دفاع ملی و تحقیقات راهبردی را برعهده دارد.
او یکی از دانشجویان مسلمان پیرو خط امام بود که در گروگان‌گیری در سفارت آمریکا شرکت داشت. وی در سال ۱۳۶۱ به سپاه پاسداران انقلاب اسلامی پیوست و در خلال جنگ ایران و عراق از اعضای این نهاد بود.
افشار از ۱۳۶۳ تا ۱۳۶۷ ریاست ستاد مشترک سپاه پاسداران انقلاب اسلامی را برعهده داشت، از ۱۳۶۷ تا ۱۳۶۸ معاون نیروی انسانی ستاد کل نیروهای مسلح بود و در فاصله سال‌های ۱۳۶۸ تا ۱۳۷۶ به‌عنوان فرمانده نیروی مقاومت سپاه پاسداران فعالیت می‌کرد.
وی از ۱۳۷۶ تا ۱۳۷۹ فرمانده دانشگاه امام حسین بود، از ۱۳۷۹ تا ۱۳۸۳ ریاست بنیاد حفظ آثار و نشر ارزش‌های دفاع مقدس را برعهده داشت و در فاصله سال‌های ۱۳۸۳ تا ۱۳۸۶ به‌عنوان معاون فرهنگی و تبلیغات دفاعی ستاد کل نیروهای مسلح فعالیت می‌کرد.
افشار در دولت‌های نهم و دهم از ۱۳۸۶ تا ۱۳۸۷ معاون سیاسی وزیر کشور بود، از ۱۳۸۷ تا ۱۳۸۹ به‌عنوان معاون امور اجتماعی، فرهنگی و شوراها وزیر کشور فعالیت می‌کرد و از ۱۳۸۹ تا ۱۳۹۲ قائم‌مقام وزیر کشور در امور اجتماعی و فرهنگی بود.

## اوایل زندگی
علیرضا افشار زادهٔ سال ۱۳۳۰ در مشهد است. پس از اتمام تحصیلات متوسطه در زادگاه خود، برای گذراندن تحصیلات تکمیلی وارد دانشکده مهندسی مکانیک دانشگاه صنعتی شریف شد. افشار در دوران پیش از انقلاب، به واسطه فعالیت‌های سیاسی، توسط ساواک دستگیر شد و مدتی را در زندان بود. افشار همچنین از دانشجویان مسلمان پیرو خط امام بود و در ماجرای گروگان‌گیری سفارت ایالات متحده آمریکا حضور داشت. علاوه بر آن، او از اعضای سازمان مجاهدین انقلاب اسلامی بود. این تشکل، نقش کلیدی در مقابله با اقدامات مسلحانه سازمان مجاهدین خلق ایران علیه نظام جمهوری اسلامی در تابستان ۱۳۶۰ داشت. بسیاری از اعضای سازمان مجاهدین انقلاب اسلامی، پایه‌گذاران رده‌های فرماندهی در سپاه پاسداران شدند.
پس از وقوع انقلاب، با تأسیس جهاد سازندگی در بهار ۱۳۵۸ به عضویت در نخستین شورای مرکزی جهاد سازندگی درآمد و تا سال ۱۳۶۱ در آنجا بود. فیروزآبادی که در آن سال، علاوه بر ریاست جمعیت هلال احمر، در شورای مرکزی جهاد سازندگی نیز منصوب شده بود معتقد است خروج افشار از جهاد سازندگی، به دلیل اختلاف با دیدگاه‌های عبدالله نوری (نماینده ولی فقیه در جهاد سازندگی) بود. افشار پس از خروج از جهاد سازندگی، به سپاه رفته و سخنگوی رسمی سپاه شد.

## دوران نظامی‌گری
یک دگرگونی خاص در ساختار فرماندهی سپاه پاسداران در سال ۱۳۶۳ موجب شد تا ستاد مرکزی سپاه تحت نظر فرمانده کل سپاه درآمده و به ستاد کل سپاه تبدیل شود. علیرضا افشار که سخنگوی سپاه بود، در اواسط آبان ۱۳۶۳ به ریاست ستاد کل نیز منصوب شد و تا اواخر جنگ، ریاست ستاد کل سپاه را دراختیار داشت. وی در سال ۱۳۶۶ جای خود را به محمد فروزنده داد. فیروزآبادی معاون امور دفاعی نخست‌وزیر با اشاره به برخی نارضایتی‌ها از عملکرد مسئولین دولت در مدیریت جنگ، عدم پشتیبانی لازم از جبههٔه جنگ را دلیل اصلی تأسیس یک نهاد جدید به نام شورای عالی پشتیبانی جنگ می‌داند. ریاست این شورا با رئیس‌جمهور خامنه‌ای بود و دبیران آن نیز فیروزآبادی، افشار و سید علی مقدم بودند. این شورا از تیر ۱۳۶۶ به‌طور رسمی آغاز به کار کرده بود. با انتصاب اکبر هاشمی رفسنجانی به جانشینی فرمانده کل قوا در خرداد ۱۳۶۷، ستاد فرماندهی کل قوا نیز به منظور هماهنگی بین تمامی نیروهای نظامی و انتظامی در تمامی زمینه‌ها تأسیس شد. تا پیش از آن، برای هماهنگی اقدامات تاکتیکی سازمان‌های دفاعی در انجام عملیات‌ها، از قرارگاه‌های عمل مشترک نظیر کربلا و خاتم‌الانبیا استفاده می‌شد اما سطح این قرارگاه‌ها، تاکتیکی بود و به لحاظ حوزه تحت کنترل نیز، صرفاً سازمان‌های عمل‌کننده نظامی را در بر می‌گرفت. علیرضا افشار یکی از اعضای ستاد از ابتدای تأسیس آن بود. او در منصب معاونت نیروی انسانی قرار داشت.
پس از پایان جنگ، دوران جدیدی در بسیج آغاز می‌شود. در این دوره، تغییری در ساختار بسیج ایجاد و نیروی مقاومت بسیج تشکیل شده و علیرضا افشار به‌عنوان اولین فرمانده نیروی مقاومت بسیج در ۱۲ دی ۱۳۶۸ منصوب می‌شود. شرح وظایف کلی این نیرو از سوی فرمانده کل قوا در آذر ۱۳۶۹ به سپاه ابلاغ شد. از سال ۱۳۶۹ تا ۱۳۷۰ جداسازی و تفکیک بین نیروی زمینی و نیروی مقاومت انجام گرفت و تغییرات در ساختار بسیج تا سال ۱۳۷۰ ادامه یافت. افشار پس از ۸ سال فرماندهی نیروی مقاومت، در ۲۰ اسفند ۱۳۷۶ جای خود را به سید محمد حجازی داد. او سپس به دانشگاه امام حسین رفت و ریاست دانشگاه را به مدت ۳ سال برعهده گرفت. پس از اتمام مأموریت در دانشگاه امام حسین، به ستاد کل نیروهای مسلح منتقل شده و جایگزین مهدی چمران در ستاد کل شد. بدین ترتیب به‌طور همزمان، به معاونت فرهنگی و تبلیغات دفاعی ستاد کل نیروهای مسلح و نیز ریاست بنیاد حفظ آثار و نشر ارزش‌های دفاع مقدس منصوب شد. وی تا سال ۱۳۸۶ که وارد قوه مجریه شد، همچنان در سمت معاونت فرهنگی ستاد کل باقی بود اما در فروردین ۱۳۸۳ از ریاست بنیاد حفظ آثار استعفا داد تا محمد باقرزاده به جای او منصوب شود. او عدم امکان ادامه همزمان دو مسئولیت را دلیل استعفای خود یاد کرده بود. ۲۸ تیر همان سال، افشار به عنوان نماینده امور مجلس ستاد کل نیروهای مسلح، مسئول راه‌اندازی دفتر امور مجلس ستاد کل در ساختمان مجلس شورای اسلامی گردید. در آن هنگام هنوز معاونت حقوقی و امور مجلس در ستاد کل ایجاد نشده بود و ارتباطات با مجلس شورای اسلامی، از طریق معاونت حقوقی و امور مجلس وزارت دفاع انجام می‌شد.

## حضور در دولت
معاون سیاسی وزیر کشور معاون وزیر کشور در امور اجتماعی، فرهنگی و شوراها قائم‌مقام وزیر کشور در امور اجتماعی و فرهنگی و رئیس مرکز امور اجتماعی وزارت کشور
افشار در هنگام تشکیل دولت نهم، یکی از گزینه‌های مطرح برای تصدی وزارت دفاع بود.

## پی‌نوشت‌ها
1. ↑  «فرمانده کل قوا به‌شماری از فرماندهان…»،  روزنامه همشهری.
2. ↑  Sahimi, “The Political Groups”, Tehran Bureau.
3. ↑  «علیرضا افشار معاون سیاسی وزیر کشور شد»،  ایسنا.
4. ↑  Sahimi, “The Political Groups”, Tehran Bureau.
5. ↑  امانپور، «تشکیل جهاد سازندگی»، روزنامه شرق.
6. ↑  یزدی و  بختیاری، «۴ دهه چالش‌های انقلاب…»، خبرگزاری فارس.
7. ↑  Katzman, “The Pasdaran…”, Iranian Studies, 396.
8. ↑  Schahgaldian and  Barkhordarian, “The Iranian Military…”, 118.
9. ↑  Katzman, “The Pasdaran…”, Iranian Studies, 394.
10. ↑  یزدی و  بختیاری، «۴ دهه چالش‌های انقلاب…»، خبرگزاری فارس.
11. ↑  “Directory of Iranian Officials”,  Central Intelligence Agency,  7.
12. ↑  محمدی، «تشکیل ستاد فرماندهی کل قوا…»، خبرگزاری دفاع مقدس.
13. ↑  «نشان فتح چیست و کدام فرماندهان…»،  مشرق‌نیوز.
14. ↑  «بسیج ۳۹ ساله شد»،  خبرگزاری تسنیم.
15. ↑  «فرمانده جدید نیروی مقاومت بسیج…»،  روزنامه همشهری.
16. ↑  «علیرضا افشار معاون سیاسی وزیر کشور شد»،  ایسنا.
17. ↑  «کارگر رئیس بنیاد حفظ آثار…»،  خبرگزاری فارس.
18. ↑  «امروز ملت ما برای ایستادن به پای…»،  ایسنا.
19. ↑  «دفتر امور مجلس ستاد کل نیروهای مسلح…»،  ایسنا.
20. ↑  «علیرضا افشار معاون سیاسی وزیر کشور شد»،  ایسنا.
21. ↑  «علیرضا افشار معاون امور اجتماعی، فرهنگی…»،  خبرگزاری مهر.
22. ↑  «علیرضا افشار قائم‌مقام وزیر…»،  پایگاه اطلاع‌رسانی دولت.
23. ↑  «اعضای کابینه پیشنهادی جبهه مردمی ایران اسلامی…»،  ایسنا.